# 레이디스 코드
레이디스 코드(Ladies' Code)는 대한민국의 5인조 걸 그룹이다. 데뷔 당시에는 5인조였으나, 2014년 9월 불의의 교통사고로 멤버 2명(은비, 리세)이 사망하여 3인조가 되었다.
2013년 3월에 첫 번째 EP 《CODE#01 나쁜여자》로 데뷔하였으며, 동년 9월 두 번째 EP 《CODE#02 PRETTY PRETTY》를 발표했다. 두 번째 EP의 수록곡인 〈Hate You〉는 앨범 발매 한 달 전인 8월에 디지털 싱글의 형태로 뮤직비디오와 함께 선공개되었다. 2014년 2월에는 두 번째 디지털 싱글인 So Wonderful이 발매되었으며, 같은 해 8월 7일, 새 앨범인 《KISS KISS》로 활동을 재개하였다.
그러나 2014년 9월 3일 영동고속도로에서 발생한 교통 사고로 인해 멤버 은비가 사고 현장에서 숨지고, 9월 7일에는 리세가 숨을 거두었다.
2020년 2월 17일, 소속사와의 전속계약 만료로 팀 활동이 중단되었다.

## 이전 구성원
| 이름   | 소개 |
| ------ | --- |
| 애슐리 | - 본명 : 애슐리 최 (Ashley Choi), 최빛나 - 생년월일 : 1991년 11월 9일(33세) - 출생지 : 미국 뉴욕주 - 학력 : 헌터 칼리지 - 활동기간 : 2013년 3월 7일 ~ 2020년 2월 17일                                                                                                |
| 소정   | - 본명 : 이소정 (李昭政) - 생년월일 : 1993년 9월 3일(31세) - 출생지 : 대한민국 강원도 원주시 - 학력 : 단국대학교 천안캠퍼스 생활음악과 - 활동기간 : 2013년 3월 7일 ~ 2020년 2월 17일                                                                                 |
| 주니   | - 본명 : 김주미 (金主美) - 생년월일 : 1994년 12월 8일(30세) - 출생지 : 대한민국 광주광역시 광산구 - 학력 : 명진고등학교 (졸업) - 활동기간 : 2013년 3월 7일 ~ 2020년 2월 17일                                                                                         |
| 은비   | - 본명 : 고은비 (高-) - 생년월일 : 1992년 11월 23일 - 출생지 : 대한민국 서울특별시 - 사망일: 2014년 9월 3일(21세) - 사망지: 대한민국 경기도 수원시 가톨릭대학교 성빈센트병원 - 학력: 한림연예예술고등학교 연예과 (졸업) - 활동기간 : 2013년 3월 7일 ~ 2014년 9월 3일 |
| 리세   | - 본명 : 권리세 (權梨世) - 생년월일: 1991년 8월 16일 - 출생지 : 일본 후쿠시마현 - 사망일 : 2014년 9월 7일(23세) - 사망지 : 대한민국 경기도 수원시 아주대학교 의료원 - 학력 : 세이케이 대학교 경제경영학과 - 활동기간 : 2013년 3월 7일 ~ 2014년 9월 7일               |

## 음반 외 활동

### 리얼리티 쇼
| 연도 | 제목                                     | 비고          |
| ---- | ---------------------------------------- | ------------- |
| 2013 | The Reality of Ladies' Code              | 레이디스 코드 |
| 2014 | #레이디스코드가_해시태그_놀이를_시작한다 | 레이디스 코드 |
| 2018 | 나는 이소정이다                          | 소정 리얼리티 |
| 2018 | 주니의 일단질러                          | 주니 리얼리티 |
| 2019 | RE;CODE                                  | 레이디스 코드 |

### 드라마
| 연도 | 방송사       | 제목                          | 출연자 | 배역        | 참고 |
| ---- | ------------ | ----------------------------- | ------ | ----------- | ---- |
| 2017 | 네이버TV     | 메모리아 템푸스 : 시간의 기억 | 주니   | 과거의 애인 |      |
| 2018 | MBC 에브리원 | 4가지 하우스                  | 주니   | 나윤        |      |
| 2019 | KBS2         | 저스티스                      | 주니   | 심선희      |      |

### 영화
| 연도 | 제목                 | 출연자 | 역할            | 비고 |
| ---- | -------------------- | ------ | --------------- | ---- |
| 2009 | 여고괴담 5: 동반자살 | 은비   | 수연주반 학생역 | 단역 |

### 텔레비전 프로그램
| 연도    | 방송국       | 제목                          | 출연 멤버                | 회차       | 각주          |
| ------- | ------------ | ----------------------------- | ------------------------ | ---------- | ------------- |
| 2010~11 | MBC          | 스타 오디션 위대한 탄생       | 리세                     |            | [ 20 ]        |
| 2011    | MBC          | 우리 결혼했어요               | 리세                     | 11~24      |               |
| 2011    | MBC          | 세바퀴                        | 리세                     | 105, 109   |               |
| 2012    | Mnet         | 보이스 코리아                 | 소정                     | 시즌 1     |               |
| 2012    | MBC          | 코이카의 꿈                   | 리세                     | 7, 8       |               |
| 2013    | MBC          | 사람이다Q                     | 전원                     | 21         |               |
| 2013    | KBS2         | 1 대 100                      | 리세, 은비               | 295        |               |
| 2013    | SBS          | 도전 1000곡                   | 소정, 리세               | 243, 244   | [ 21 ] [ 22 ] |
| 2013    | SBS          | 런닝맨                        | 리세                     | 149        | [ 23 ]        |
| 2013    | KBS2         | 맘마미아                      | 리세                     | 9          | [ 24 ]        |
| 2013    | SBS          | 도전 1000곡                   | 소정, 은비               | 255        | [ 25 ]        |
| 2013    | SBS          | 도전 1000곡                   | 소정, 은비               | 263, 264   |               |
| 2013    | SBS          | 화신: 마음을 지배하는 자      | 리세, 소정               | 28         |               |
| 2013    | SBS          | 스타 페이스오프               | 전원                     | 1          |               |
| 2013    | K-STAR       | 식신로드                      | 전원                     | 148        |               |
| 2013    | MBC 에브리원 | 주간 아이돌                   | 전원                     | 117        | [ 26 ]        |
| 2013    | Olive        | 크레이지 마켓                 | 리세, 소정               | 12         |               |
| 2013    | MBC          | 황금어장 라디오스타           | 리세                     | 350        |               |
| 2013    | KBS2         | 불후의 명곡 - 전설을 노래하다 | 소정                     | 124        |               |
| 2013    | JTBC         | 히든싱어 2                    | 전원                     | 4          |               |
| 2013    | SBS          | 월드 챌린지 우리가 간다       | 리세                     | 5, 6, 8    |               |
| 2013    | MBC          | 세바퀴                        | 리세                     | 230        |               |
| 2014    | MBC 에브리원 | 무작정 패밀리                 | 전원                     | 28         |               |
| 2014    | MBC 뮤직     | 피크닉 라이브 소풍            | 리세, 소정               | 28         |               |
| 2014    | SBS          | 도전 1000곡                   | 전원                     | 290        |               |
| 2014    | 투니버스     | 난감스쿨 2                    | 리세, 은비, 소정, 주니   | 9          |               |
| 2014    | KBS1         | 대한민국 행복발전소           | 전원                     | 47         |               |
| 2014    | SBS F!L      | 스타 뷰티 쇼 시즌 4           | 애슐리, 은비, 소정, 주니 | 4          |               |
| 2014    | MBC 뮤직     | 아이돌 댄스 대회 D-Style      | 애슐리                   | 1          |               |
| 2014    | SBS          | 놀라운 대회 스타킹            | 리세, 은비 소정          | 363        |               |
| 2014    | MBC          | 세바퀴                        | 리세, 소정               | 246        |               |
| 2014    | KBS2         | 출발드림팀 시즌 2             | 리세                     | 233        | [ 27 ]        |
| 2014    | KBS2         | 출발드림팀 시즌 2             | 리세                     | 246        | [ 28 ]        |
| 2014    | SBS          | 웃찾사                        | 전원                     | 62         | [ 29 ]        |
| 2014    | KBS1         | 열린음악회                    | 전원                     | 1031       |               |
| 2014    | MBC 뮤직     | 아이돌 스쿨                   | 전원                     | 7          | [ 30 ]        |
| 2016    | MBC          | 미스터리 음악쇼 복면가왕      | 소정                     | 47, 48     | [ 31 ]        |
| 2016    | SBS          | 백종원의 3대천왕              | 전원                     | 34         |               |
| 2016    | KBS2         | 유희열의 스케치북             | 소정                     | 325        |               |
| 2016    | KBS2         | 걸스피릿                      | 소정                     |            | [ 32 ]        |
| 2016    | KBS2         | 노래싸움 - 승부               | 소정                     | 1, 6, 8, 9 |               |
| 2016    | SBS          | 판타스틱 듀오                 | 전원                     | 27, 28     |               |
| 2016    | KBS2         | 1 대 100                      | 전원                     | 456        |               |
| 2017    | KBS2         | 불후의 명곡 - 전설을 노래하다 | 전원                     | 285        |               |
| 2017    | JTBC         | 싱포유                        | 전원                     | 7          |               |
| 2017    | JTBC         | 싱포유                        | 전원                     | 8          |               |
| 2019    | KBS2         | 불후의 명곡 - 전설을 노래하다 | 전원                     | 398        |               |
| 2019    | tvN          | 슈퍼히어러                    | 소정                     | 4          |               |
| 2019    | 채널A        | 아이콘택트                    | 전원                     | 13         |               |
| 2020    | 엠넷         | TMI NEWS                      | 소정                     | 26         |               |
| 2020    | 엠넷         | TMI NEWS                      | 소정                     | 39         |               |
| 2020~21 | JTBC         | 싱어게인                      | 소정                     |            |               |
| 2021    | JTBC         | 아는 형님                     | 소정                     | 269        |               |
| 2021    | SBS 플러스   | 강호동의 밥심                 | 소정                     | 22         |               |
| 2021    | JTBC         | 유명가수전                    | 소정                     | 3, 4       |               |

### 광고
| 연도 | 제목                     |
| ---- | ------------------------ |
| 2013 | 펩시콜라                 |
| 2014 | 넥슨 《마비노기 영웅전》 |

## 교통 사고와 은비·리세의 사망
2014년 9월 3일 오전 1시 23분 경(KST), 레이디스 코드 멤버들이 타고 있던 차량이 영동고속도로 신갈 분기점 부근에서 가드레일을 들이받았다. 당시 레이디스코드는 대구에서 KBS 열린음악회 녹화를 마치고 서울로 올라오던 길이었다. 이 사고로 은비는 인근 가톨릭대학교 성빈센트병원으로 급히 옮겨졌지만 결국 병원에 도착한 직후 사망하였고, 리세는 중태에 빠져 인근 아주대학교 의료원으로 급히 옮겨졌으며, 소정은 골절상을 입었고, 애슐리와 주니, 그리고 스타일리스트 2명은 경상을 입었다. 멤버들은 그 전날 대구경북과학기술원에서 진행된 KBS 1TV의 《열린 음악회》 촬영을 마치고 서울특별시로 올라오던 중이었다. 폴라리스 엔터테인먼트는 공식 입장 발표에서 빗길에서 현대 스타렉스 차량이 뒷바퀴가 빠지면서 몇 바퀴 회전을 한 뒤 가드레일에 들이받았다고 밝혔다. 중태에 빠진 소정은 이 후 의식을 되찾아 회복하였으나, 리세는 4일 후인 9월 7일 오전 10시 10분에 아주대학교 의료원에서 사망하였다.
은비와 리세의 발인식은 각각 5일과 9일 성북구 안암동 고려대학교 안암병원 장례식장에서 진행되었다. 은비와 리세의 마지막 공연이 된 《열린 음악회》 방송은 9월 14일에 방송되었다. 15일 폴라리스 엔터테인먼트는 레이디스 코드의 무대 뒤 장면 등을 활용하여 제작한 〈I'm Fine Thank You〉의 헌정 뮤직비디오를 공개했다. 은비의 장례식에는 애슐리와 주니를 비롯해 소속사 직원들과 양동근, 럼블피쉬 등이 참석하였으며 리세의 장례식 때는 앞선 은비의 장례식에서 수술로 인해 참석하지 못했던 소정까지 참석하였다. 은비와 리세는 4일의 간격을 두고 서울추모공원에서 화장되었으며, 경기도 광주시 스카이캐슬 추모공원에 안치되었다.
사고 초기에는 차량의 결함이 원인으로 지목되기도 했으나, 10월 20일 경기도 용인 서부경찰서의 발표에 따르면 매니저의 과속으로 인해 바퀴가 빠진 것으로 밝혀졌다. 사고 당시 차량 속도는 시속 135km 이상이였으며 이 충격으로 인해 바퀴가 빠진 것으로 추측되었다. 이에, 수원지방검찰청에서 레이디스 코드 매니저에게 과실을 물어, 징역 2년 6개월을 구형했다. 2015년 1월 15일에 해당 사건에 대해 공판이 열려 1심에서 1년 2개월의 금고형을 받았으나 다음날인 1월 16일, 바로 항소장을 제출했다. 항소장 제출 이후, 4월 15일 열린 항소심에서 금고 1년 2개월, 집행유예 2년, 사회봉사 160시간, 준법운전강의수강 40시간을 선고받고 석방되었다.
레이디스코드는 사고 이후 활동을 잠정 중단하였으며, 1년 만인 2015년 8월 21일 리세와 은비의 일본 추모콘서트로 인해 출국하는 모습이 공개되었다. 9월 3일, 소속사 폴라리스 엔터테인먼트는 은비와 리세의 추모곡인 〈I'm Fine Thank You〉를 공개했다. 해당곡은 2013년 9월 발표했던 두 번째 미니음반 수록곡으로, 같은 소속사인 김범수, 아이비, 럼블피쉬, 선우, 한희준, 소정이 단체 추모곡으로 다시 불렀다. 리세의 기일인 9월 7일에 싱글이자 추모곡인 〈아파도 웃을래〉가 발매되었다. 멤버 소정이 이 곡의 작사에 참여하였다.
2016년 2월, 3인조로 활동을 재개하였다. 애슐리, 소정, 주니는 컴백 쇼케이스에서 은비와 리세는 영원한 레이디스코드 멤버이며 이 때문에 멤버 충원은 고려하지 않았다고 밝혔다. 이후에도 멤버들은 팬들과 함께 은비, 리세를 추모하고 있다.
멤버들은 은비, 리세와 함께 살았던 숙소에서 사고 이후에도 계속 거주하다가, 2020년 2월 계약 만료로 팀 활동이 중단되면서 숙소 생활을 끝냈다.

## 수상 및 후보

### 싸이월드 디지털 뮤직 어워드
| 연도 | 후보          | 수상 부문                 | 결과 |
| ---- | ------------- | ------------------------- | ---- |
| 2013 | 레이디스 코드 | ROOKIE OF THE MONTH (3월) | 수상 |

### 멜론 뮤직 어워드
| 연도 | 후보          | 수상 부문       | 결과 |
| ---- | ------------- | --------------- | ---- |
| 2013 | "나쁜 여자"   | 신인상          | 후보 |
| 2013 | 레이디스 코드 | 베스트 송       | 후보 |
| 2014 | 레이디스 코드 | MBC 뮤직 스타상 | 수상 |

### Mnet 아시안 뮤직 어워드
| 연도 | 후보          | 수상 부문   | 결과 |
| ---- | ------------- | ----------- | ---- |
| 2013 | 레이디스 코드 | 여자 신인상 | 후보 |

### 대한민국 연예예술상
| 연도 | 후보          | 수상 부문       | 결과 |
| ---- | ------------- | --------------- | ---- |
| 2014 | 레이디스 코드 | 여자 신인가수상 | 수상 |

### 가온 차트 K-POP 어워드
| 연도 | 후보          | 수상 부문     | 결과 |
| ---- | ------------- | ------------- | ---- |
| 2014 | 레이디스 코드 | 올해의 신인상 | 수상 |

### 서울국제청소년영화제
| 연도 | 후보            | 수상 부문 | 결과 |
| ---- | --------------- | --------- | ---- |
| 2014 | "미치게 훅가게" | 여자OST상 | 후보 |

### so-loved Awards
| 연도 | 후보            | 수상 부문        | 결과 |
| ---- | --------------- | ---------------- | ---- |
| 2014 | 레이디스 코드   | Best Female Band | 후보 |
| 2014 | "미치게 훅가게" | Best OST Song    | 후보 |

### 대한민국 문화연예대상
| 연도 | 후보          | 수상 부문    | 결과 |
| ---- | ------------- | ------------ | ---- |
| 2019 | 레이디스 코드 | K-POP 가수상 | 수상 |